# 歌舞練場

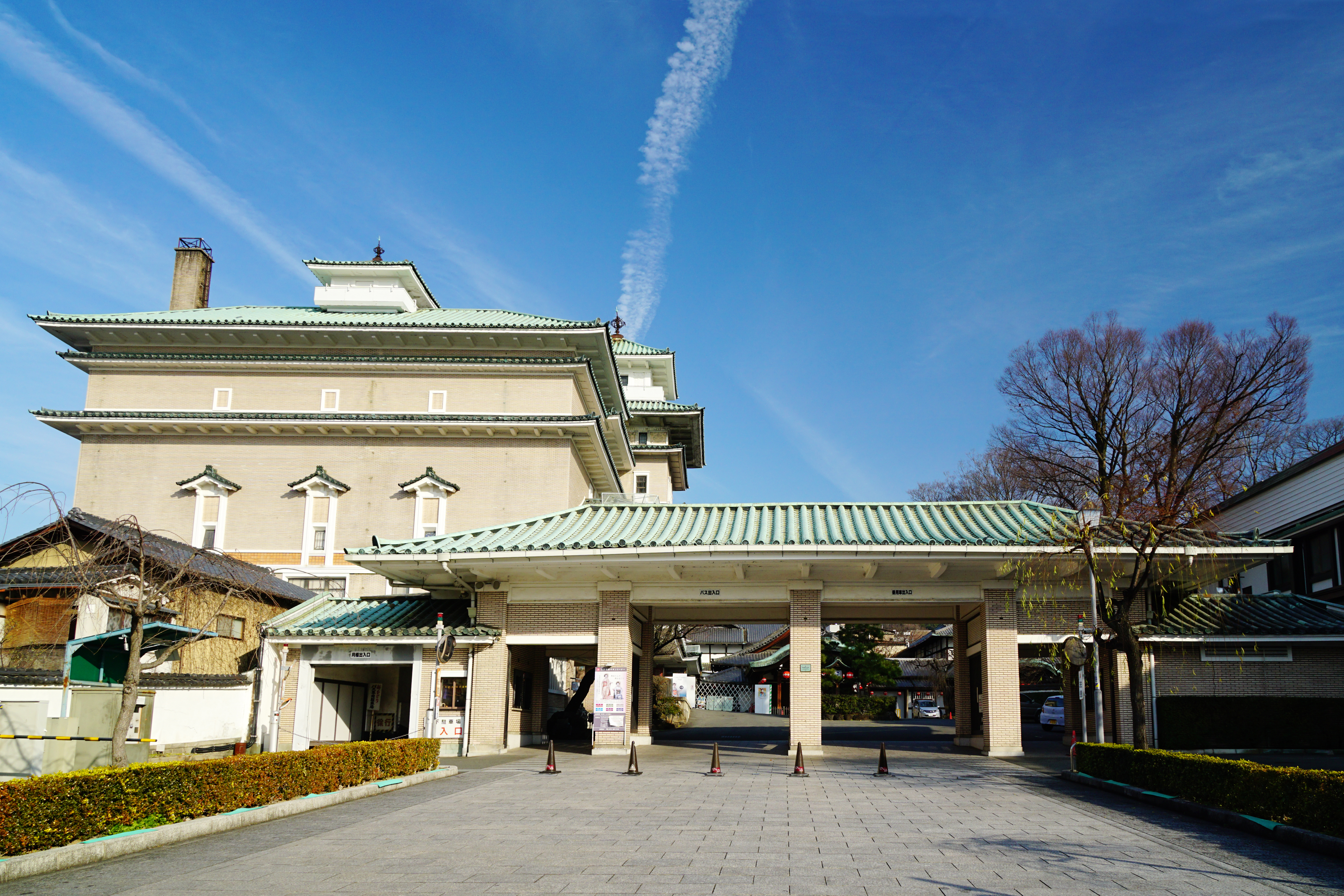
祇園甲部歌舞練場

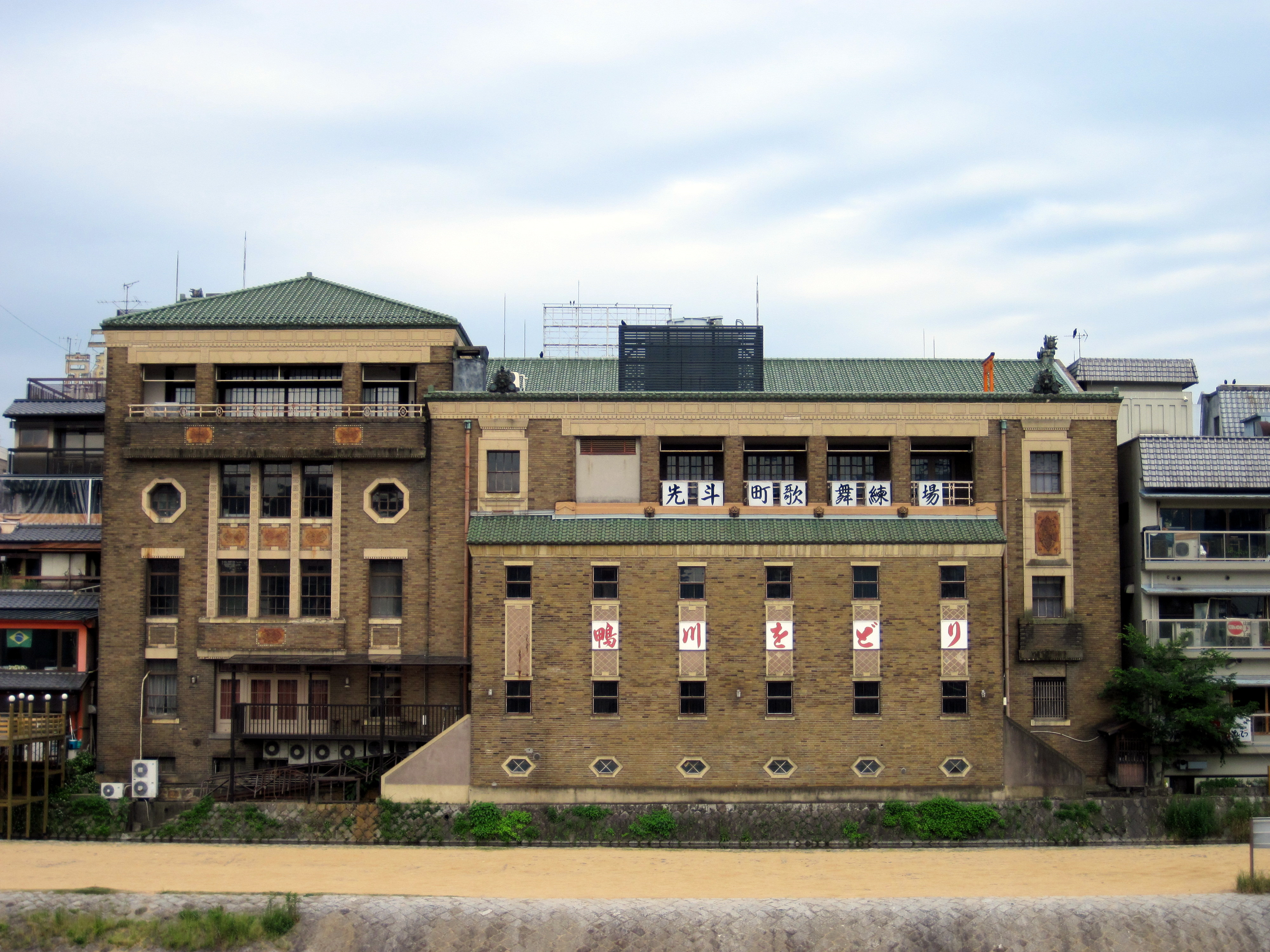
先斗町歌舞練場（鴨川側より撮影）

歌舞練場（かぶれんじょう）は、京都府京都市の祇園、先斗町や上七軒の花街にある劇場であるが、同時に芸妓・舞妓のための歌や舞踊、楽器等の練習場でもある。

## 歴史
最初に設立された歌舞練場は祇園甲部の祇園甲部歌舞練場と先斗町の先斗町歌舞練場である。1872年（明治5年）に開催された京都博覧会に協賛して初演された都をどりと鴨川をどり用の仮設劇場として開設されたが、その「都をどり」と「鴨川をどり」が好評であったので、翌年の1873年（明治6年）に練習会等にも使用できる常設劇場を開設したのが個々の始まりである。以降、他の五花街にも舞踊発表会であるそれぞれの花街の特色ある「をどり」と共に歌舞練場が次々と開設されていった。

## 一覧
- 祇園甲部歌舞練場（都をどりの会場・1913年（大正2年）現在地に新築移転。1953年（昭和28年）大改装）
- 先斗町歌舞練場（鴨川をどりの会場・1927年（昭和2年）建築）
- 宮川町歌舞練場（京おどりの会場・1969年（昭和44年）東山女子技芸学校を併設した現劇場観客席部分を新築）
- 上七軒歌舞練場（北野をどりの会場・明治30年代に建築・増築により1951年（昭和26年）に現在の形になる）
- 祇園東は歌舞練場を持っていない。1958年（昭和33年）に建設された元・映画館である祇園会館で毎年祇園をどりを公演している。
- 島原には島原歌舞練場があった。1873年（明治6年）に前身の建物が建てられ、1927年（昭和2年）に新築移転したが、花街としての島原の衰退により1996年（平成8年）に解体された。

## 舞踊以外の営業
上七軒歌舞練場は夏季にビアガーデンを営業する。本物の芸妓・舞妓が浴衣姿でもてなす。宮川町歌舞練場もかつて1970年代に行っていたビアガーデンの営業を2014年に復活させたところ人気であったため、2015年、2016年も継続となった。仮設テントでの営業であるが、本物の芸妓・舞妓のもてなしがあることは上七軒歌舞練場のものと変わらない。
先斗町歌舞練場も8月上旬の「京の七夕」の期間限定であるが「舞妓茶屋」と称するビアホールを開設するが、ここでは舞踊も楽しめる。
普通のビアガーデン等と比べると少々割高であるが、一見客でも利用できるため人気がある。ただし、混み具合によっては芸妓・舞妓はあまり長い時間自分たちのグループに留まらず、次のテーブルに行ってしまう。